# Lloronas Fluch
Lloronas Fluch ist ein Horror-Mystery-Thriller von Michael Chaves, der am 15. März 2019 beim South by Southwest Film Festival seine Premiere feierte. Nachdem er zuerst als eigenständiger Film angekündigt worden war, stellte sich nach ersten Vorführungen heraus, dass er Teil des Conjuring-Universums ist und in diesem den sechsten Film darstellt.

## Handlung
In Mexiko im Jahr 1673 ertränkt eine Frau namens Llorona ihre beiden Kinder, um ihren untreuen Ehemann zu bestrafen und ihm seinen größten Besitz wegzunehmen. Als ihr bewusst wird, was sie getan hat, verfällt sie in tiefe Trauer und bringt sich ebenfalls um. Fortan möchte ihr Geist andere Kinder finden, die die Plätze der Toten einnehmen sollen.
In Los Angeles im Jahr 1973 wird die Familienbetreuerin Anna Tate-Garcia zu Patricia Alvarez geschickt, da deren Söhne Carlos und Tomas nicht zur Schule erschienen sind. Patricia gibt an, sie habe ihre Kinder zu deren eigenem Schutz eingesperrt, und möchte unbedingt verhindern, dass Anna diese befreit. Als Patricia handgreiflich wird, wird sie von dem zu Annas Schutz mitgeschickten Polizisten überwältigt und ihre beiden Söhne werden in eine kirchliche Einrichtung gebracht. Doch in der Nacht werden beide von Llorona heimgesucht und im Fluss ertränkt. Als man Anna wegen der Leichen kontaktiert, beschuldigt Patricia sie, für den Tod durch „La Llorona“ verantwortlich zu sein. Patricia wird hingegen wegen Mordverdachts abgeführt. Zur gleichen Zeit begegnet Annas Sohn Chris unweit des Tatorts der weinenden Llorona, kann  sich aber im letzten Moment aus deren Fängen lösen und zu seiner Schwester Sam ins Auto flüchten.
Am nächsten Tag begegnen auch Sam und ihre Mutter Llorona, nachdem sich Anna zuvor bei Pater Perez über die Legende der weinenden Frau erkundigt hat. Als es zu mehreren Angriffen kommt, bei denen Chris verletzt wird, muss die Familie ärztliche Hilfe aufsuchen. Dabei entdeckt ein Arzt die durch Llorona verursachten Verletzungen auf Chris’ Körper, weshalb es zu einer Untersuchung wegen des Verdachts auf Missbrauch gegen Anna kommt. Infolgedessen erzählen Chris und Anna erstmals einander von ihren Beobachtungen, während Llorona gleichzeitig versucht, Sam in der Badewanne zu ertränken, was von ihrer Mutter noch rechtzeitig verhindert werden kann. Anna konnte außerdem den Grund für die Heimsuchung in Erfahrung bringen: Bei einem Besuch der im Gefängnis sitzenden Patricia offenbarte diese, dass sie zu Llorona gebetet und dieser Annas Kinder im Tausch gegen ihre eigenen angeboten habe.
Anna sucht ein weiteres Mal Pater Perez auf, der sie an den Wunderheiler Rafael Olvera verweist. Nach erstem Zögern willigt dieser ein, der Familie zu helfen. So treffen die vier gemeinsam Vorkehrungen für die Nacht und schaffen es, Llorona durch einen geschlossenen Kreis aus Samen des Flammenbaumes aus dem Haus auszuschließen. Als Sam ihre Puppe von der Veranda holen möchte, zerstört sie diesen Kreis jedoch und ermöglicht so Llorona, in das Haus einzudringen. Als Letztere versucht, Sam im Pool umzubringen, kann Rafael das Unglück durch eine Weihe des Wassers verhindern. Zusammen mit Anna beschließt er, die Kinder, wie einst Patricia, im Schrank bis Sonnenaufgang einzuschließen. Doch die mittlerweile mangels Beweisen aus dem Gefängnis entlassene Patricia befreit beide heimlich und durchbricht erneut die Samenlinie. So verschafft sich Llorona erneut Zutritt zum Haus, wird aber in einem finalen Kampf auf dem Dachboden von Anna mit einem Kreuz aus dem Holz des Flammenbaumes erstochen.

## Produktion

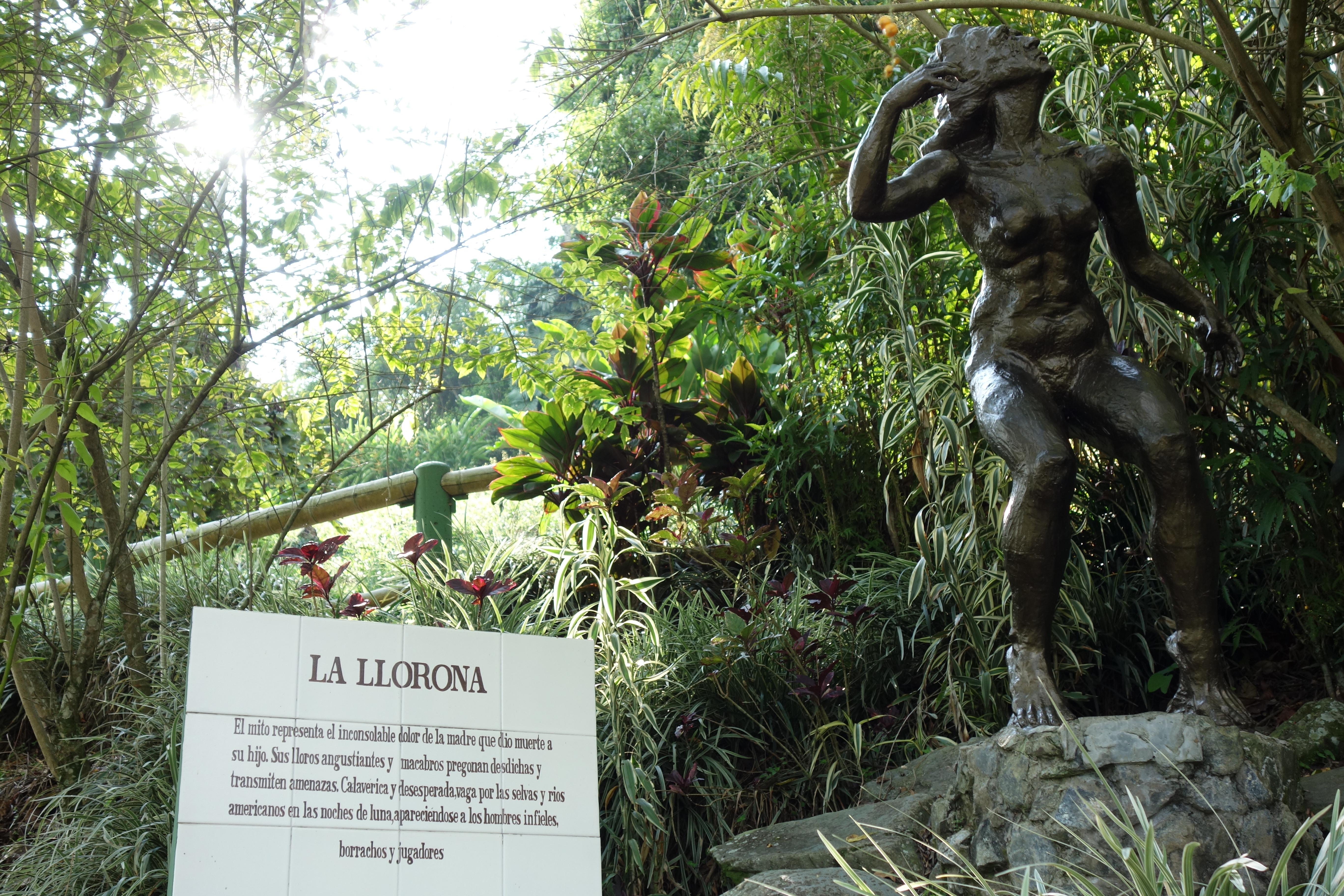
Die Mythenfigur Llorona

Regie führte Michael Chaves. Das Drehbuch schrieben Mikki Daughtry und Tobias Iaconis. Der von James Wan produzierte Film basiert auf einer mexikanischen Volkssage, die im gesamten lateinamerikanischen Raum verbreitet ist. Darin geht es um den Geist einer Frau, der Llorona (spanisch für „Die Weinende“), die ihre eigenen Kinder in einem Fluss ertränkt hat und darüber weint. Ihre Erscheinung gilt meist als Vorbote für den Tod. Es wird behauptet, dass sie in der Umgebung von Flüssen zu finden ist. Auch in den USA ist die Legende der Llorona durch die mexikanische Bevölkerung im südlichen Teil des Landes verbreitet worden.
Der Film wurde am 15. März 2019 beim South by Southwest Film Festival erstmals gezeigt. Am 18. April 2019 kam der Film in die deutschen Kinos. Im September 2019 sollte der Film beim Toronto International Film Festival im Rahmen der Sektion Contemporary World Cinema gezeigt werden.

## Rezeption

### Kritiken

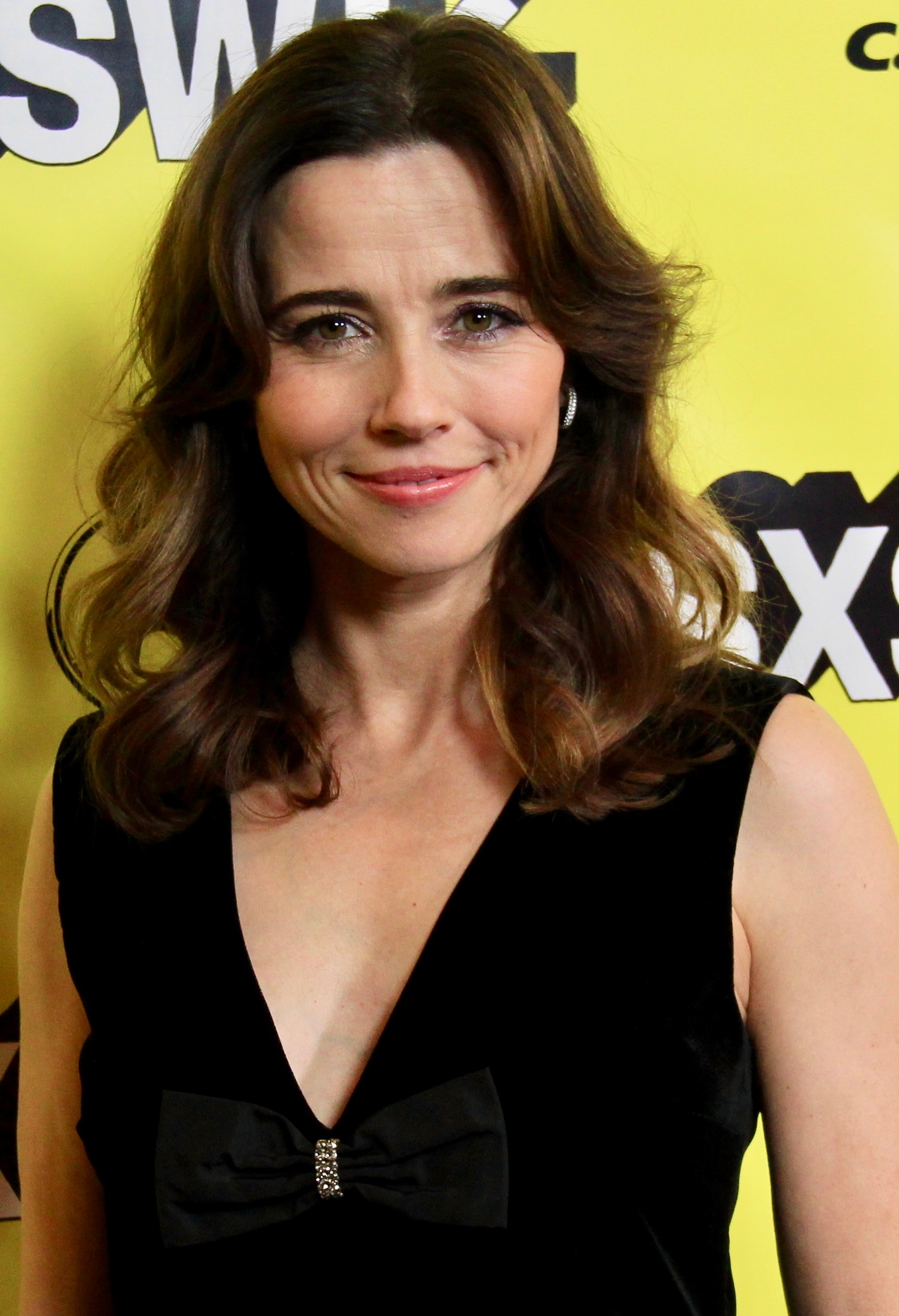
Linda Cardellini bei der Premiere des Films beim South by Southwest Film Festival im März 2019

Insgesamt stieß der Film bei den Kritikern auf ein eher schlechtes Echo. Nur 28 Prozent der Kritiker werteten den Film positiv. Die durchschnittliche Wertung liegt bei 4,6/10.
Die Filmkritikerin Antje Wessels schreibt, wie schon in The Nun stünden auch die allesamt von soliden Schauspielerinnen und Schauspielern verkörperten Hauptfiguren in Lloronas Fluch sehr bald im wahrsten Sinne des Wortes im Dunkeln, und die Macher konzentrierten sich mit Vorliebe auf den schnellen Schock. Anstatt noch mehr in die Hintergrundgeschichte des Llorona-Geists einzutauchen, setze der Regisseur auf den klassischen Jumpscare-Aufbau, lasse plötzlich unheimliche Fratzen auftauchen und drehe im entscheidenden Moment plötzlich die Musik laut auf. Wessels resümiert, Lloronas Fluch sei gerade für ein Debütwerk mit solider Hand inszeniert und sehe phasenweise richtig gut aus, doch leider verlasse sich Regisseur Michael Chaves in der zweiten Hälfte zu sehr auf gängige Horrorfilmmechanismen und ziehe den vorhersehbaren Jumpscare der Erzählung einer emotionalen Story vor, auch wenn der Ursprung der Geschichte das locker hergegeben hätte.

### Einspielergebnis
Am Startwochenende gelangte der Film mit einem Einspielergebnis von rund 26,5 Millionen US-Dollar an die Spitze der US-amerikanischen Kino-Charts. Eine Woche später reichte es mit 7,5 Millionen US-Dollar noch für Platz drei. Die weltweiten Einnahmen des Films aus Kinovorführungen belaufen sich auf 123,1 Millionen US-Dollar, von denen er 54,7 Millionen im nordamerikanischen Raum einspielte. In Deutschland verzeichnet der Film 123.383 Besucher.

### Auszeichnungen
Golden Trailer Awards 2019
- Nominierung für das Beste Filmposter eines Horrorfilms[10]

Hollywood Music in Media Awards 2019
- Nominierung für die Beste Filmmusik – Horrorfilm (Joseph Bishara)[11]

MTV Movie & TV Awards 2019
- Nominierung für die Angsteinflößendste Leistung (Linda Cardellini)[12]

## Synchronisation
Die deutsche Synchronisation entstand nach einem Dialogbuch und der Dialogregie von Tobias Meister im Auftrag der RC Production Kunze & Wunder GmbH & Co. KG in Berlin.
| Darsteller           | Synchronsprecher      | Rolle                 |
| -------------------- | --------------------- | --------------------- |
| Linda Cardellini     | Dascha Lehmann        | Anna Tate-Garcia      |
| Roman Christou       | Moritz Hecke          | Chris Garcia          |
| Jaynee-Lynne Kinchen | Marie Düe             | Samantha „Sam“ Garcia |
| Raymond Cruz         | Pierre Peters-Arnolds | Rafael Olvera         |
| Patricia Velásquez   | Carolina Vera         | Patricia Alvarez      |
| Sean Patrick Thomas  | Frank Schaff          | Detective Cooper      |
| Tony Amendola        | Fred Maire            | Pater Perez           |
| Irene Keng           | Julia Meynen          | Donna                 |
| Oliver Alexander     | Jaron Müller          | Carlos Alvarez        |
| John Marshall Jones  | Tilo Schmitz          | Mr. Hankins           |
| Paul Rodriguez       | Jacob Weigert         | Officer Claro         |